# 芒通圣贝尔纳
芒通圣贝尔纳（法語：Menthon-Saint-Bernard，法語發音：[mɑ̃tɔ̃ sɛ̃ bɛʁnaʁ]）是法国上萨瓦省的一个市镇，位于该省中部偏东，阿讷西湖东岸，属于阿讷西区。

## 地理
芒通圣贝尔纳（45°51'38"N, 6°11'41"E）面积4.51 平方千米，位于法国奥弗涅-罗讷-阿尔卑斯大区上萨瓦省，该省份为法国东部省份，历史上为薩伏依的一部分，北与瑞士接壤，西接安省，南至萨瓦省，东与瑞士和意大利接壤。
与芒通圣贝尔纳接壤的市镇（或旧市镇、城区）包括：阿莱克斯、布吕菲、瑟夫里耶、塔卢瓦尔-蒙曼、滨湖韦里耶。

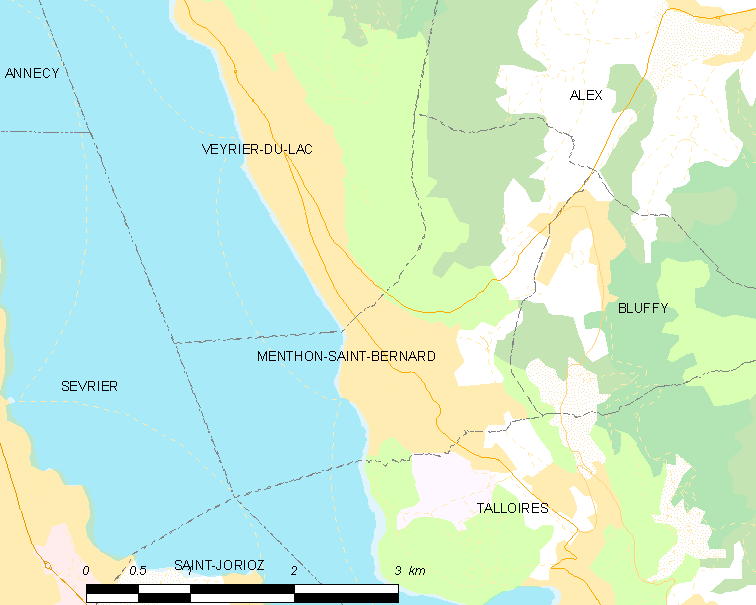
芒通圣贝尔纳的OSM定位图

芒通圣贝尔纳的时区为UTC+01:00、UTC+02:00（夏令时）。

## 行政
芒通圣贝尔纳的邮政编码为74290，INSEE市镇编码为74176。

## 政治
芒通圣贝尔纳所属的省级选区为法韦日-塞特内县。

## 人口

1962-2008年间芒通圣贝尔纳人口变化图示

芒通圣贝尔纳于2022年1月1日时的人口数量为1889人。